# دهستان سرگل
دهستان سرگل یکی از دهستان‌های شهرستان مینودشت در استان گلستان ایران است. این دهستان در بخش کوهسارات قرار دارد و براساس سرشماری مرکز آمار ایران در سال ۱۳۹۰، جمعیت آن ۴۶۶۴ نفر (در ۱۲۷۱ خانوار) بوده‌است.